# Alexander Fraser Tytler
Alexander Fraser Tytler, Lord Woodhouselee (15 de octubre de 1747 — 5 de enero de 1813) fue un abogado, escritor y profesor escocés. Tytler también fue historiador y, durante algunos años, fue catedrático de Historia Universal y de Historia Antigua, Griega y Romana, en la Universidad de Edimburgo. Otros títulos que tuvo Tytler fueron los de Magistrado del Tribunal Supremo de lo Civil y de lo Penal de Escocia. Tytler fue amigo de Robert Burns, y lo convenció para eliminar algunas líneas en su poema «Tam o' Shanter», que eran un insulto a la abogacía y al clero. Su hijo fue Patrick Fraser Tytler, viajero e historiador.

## Traducción
Tytler escribió un tratado que es importante en la historia de la teoría de la traducción, el Ensayo sobre los Principios de la Traducción (Londres, 1793). 
En este tratado Tytler propone tres leyes fundamentales sobre la traducción:
- La traducción debe ofrecer una copia total de las ideas del texto original.
- El estilo y la forma de redacción deben respetar las características del original.
- La traducción ha de contener toda la naturalidad y ser tan fluida como el texto original.

Tytler mantiene que la paráfrasis ha dado lugar a traducciones demasiado libres, aunque esté de acuerdo en que parte de la obligación del traductor es aclarar las oscuridades del original, incluso cuando suponga omitir o añadir. Utiliza el concepto comparativo del siglo XVIII de traductor-pintor, pero con una diferencia: el traductor no puede usar los mismos colores que el original, aunque debe producir un cuadro de la misma fuerza y efecto; el traductor tiene que esforzarse en adaptarse al alma del autor. Por tanto, lo que preocupa principalmente es el problema de recrear el espíritu, el alma y la naturaleza de la obra de arte. Tytler formula el canon de lo que debe ser una buena traducción partiendo de que el genio y la naturaleza de las lenguas son necesariamente distintos, pues si los idiomas fueran iguales no se les exigiría nada más que fidelidad y esmero. Dada esa diferencia, o bien se tienen en cuenta el sentido y el espíritu del original haciéndose con las ideas del autor (en cuyo caso se podría pulir y mejorar, si fuera necesario), o bien se transmiten el estilo y la forma (en cuyo caso habría que conservar, incluso, los errores y defectos). Tytler ofrece una descripción peculiar de la traducción ideal: aquella en la que el mérito de la obra original se ha trasladado a otra lengua hasta tal punto que la obra traducida se comprende sin dificultad y se percibe con fuerza tanto por los nativos de dicho idioma extranjero como por aquellos que hablan la lengua de origen. Por consiguiente, la teoría anglosajona de la traducción desde Dryden hasta Tytler se centra en el problema de recrear el espíritu, el alma o la naturaleza esencial a la obra de arte. Pero la antigua dicotomía entre la estructura formal y el alma inherente se convierte en algo menos determinable, dado que los escritores van prestando de forma gradual más atención a las teorías de la imaginación, lejos del papel moral del artista.
Su pensamiento pone punto final al primero de los cuatro grandes periodos en los que George Steiner divide la teoría, práctica e historia de la traducción.
En un libro de Gan Kechao de 1975 se sostiene que los axiomas de fidelidad, claridad y elegancia del famoso traductor Yan Fu proceden de Tytler.

## Citas sobre la democracia

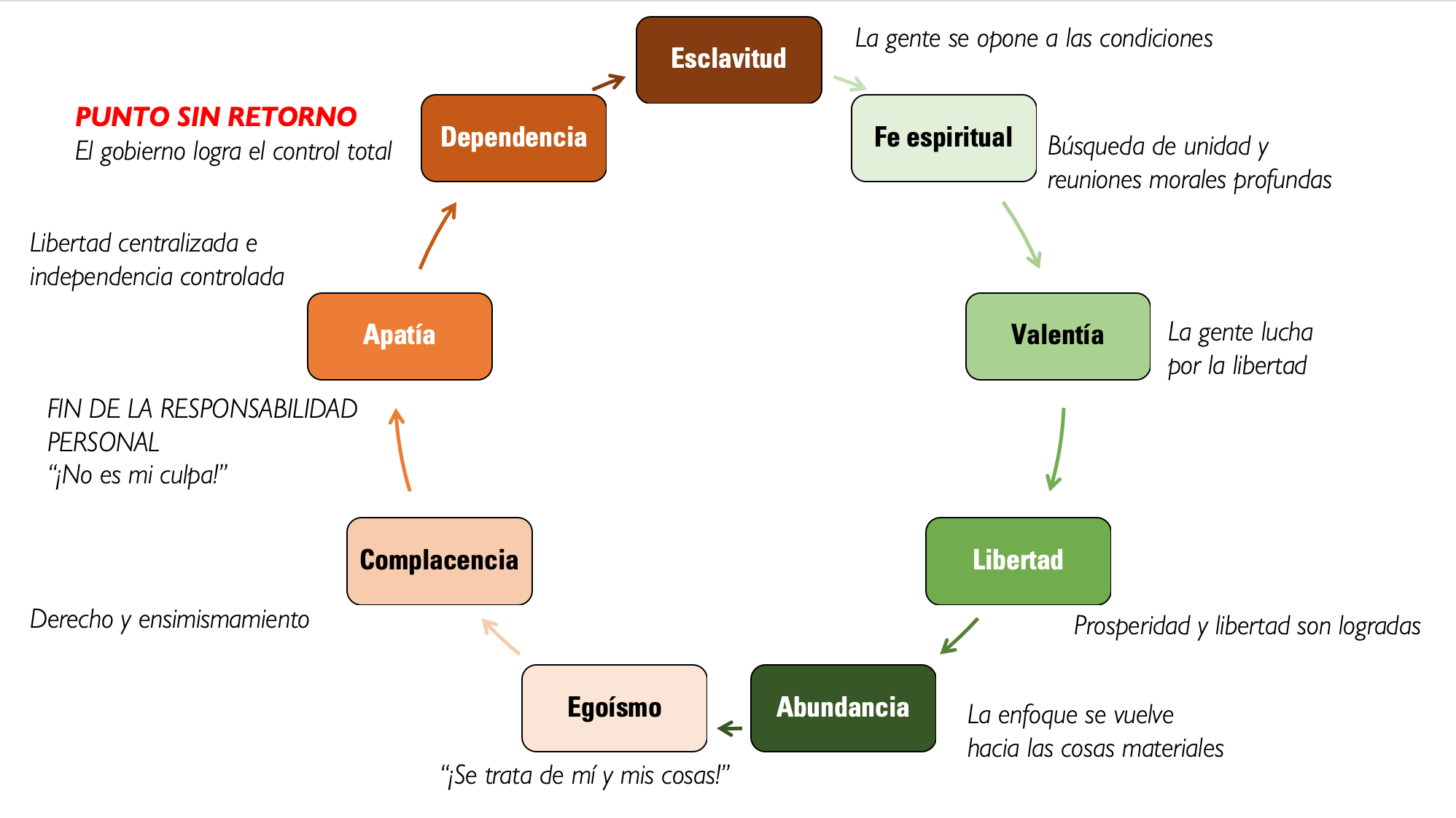
El Ciclo de Tytler.

En sus clases, Tytler mostraba una visión cínica de la democracia en general y de las democracias representativas, como las repúblicas, en particular. Creía que «una democracia pura es una quimera», y que «todo gobierno es esencialmente de naturaleza monárquica». Al hablar de la democracia ateniense, después de observar que una gran parte de la población estaba, de hecho, esclavizada, añadió que «tampoco las clases altas disfrutaban del verdadero placer de una libertad y una independencia racionales. Estaban permanentemente divididas en facciones, que servilmente se organizaban bajo los emblemas de los demagogos rivales, y estos continuaban influenciando a sus partidarios mediante la corrupción y los sobornos más vergonzosos, cuyos medios se conseguían mediante la malversación de dinero público».
Al hablar sobre el grado de libertad del que disfruta el pueblo en una república o en una democracia, Tytler escribió: «Las personas se lisonjean creyendo que tienen el poder soberano. Estas son, de hecho, palabras sin sentido. Es cierto que la gente elige a sus gobernantes, pero ¿cómo se originan estas elecciones? En todos los casos de elección por la mayoría de un pueblo, mediante la influencia de los mismos gobernantes, y por los medios más opuestos a una elección libre y desinteresada, a través del soborno y la más vil corrupción. Pero una vez elegidos los gobernantes, ¿dónde está la alardeada libertad de la gente? Deben someterse a su gobierno y control, con el mismo abandono de su libertad natural, de la libertad de su voluntad y del dominio sobre sus acciones, como si estuvieran bajo el gobierno de un monarca».
Tytler rechaza la visión más optimista de la democracia de analistas como Montesquieu ya que «nada mejor que una teoría utópica, una espléndida quimera, descriptiva de un estado de la sociedad que nunca existió y nunca pudo existir; una república, no de hombres, sino de ángeles», porque «mientras que el hombre está siendo instigado por el amor al poder —una pasión visible en un niño, y corriente para nosotros incluso con animales inferiores—, perseguirá la superioridad personal antes que cualquier asunto de interés general, o en el mejor de los casos, se afanará en la promoción del bien de todos, como medio para su distinción y elevación personal: fomentará el interés del estado desde la pasión egoísta pero útil por hacerse importante dentro de la institución que se esfuerza por engrandecer. Tal es la verdadera imagen del hombre como agente político».
Dicho esto, sin embargo, Tytler acepta que hay excepciones individuales a la regla, y está dispuesto a admitir «que esta forma de gobierno es la mejor adaptada para aportar, aunque no los más frecuentes, sí los más sorprendentes, ejemplos de virtud en individuos», paradójicamente, debido a que un «gobierno democrático pone más impedimentos al patriotismo desinteresado que cualquier otra forma. Para superarlos se necesita una dosis de virtud y esfuerzo que, en otras situaciones, donde los obstáculos no sean tan grandes ni numerosos, no se exige. La naturaleza de un gobierno republicano concede a cada miembro del estado el mismo derecho a mantener deseos de ambición y a aspirar a los más altos cargos de la comunidad; da a cada individuo el mismo derecho que tienen sus conciudadanos para aspirar al gobierno del conjunto»".
Tytler creía que las formas democráticas de gobierno, tales como las de Grecia y Roma, tienen una evolución natural de la virtud inicial hacia la corrupción y la decadencia final. De Grecia, por ejemplo, Tytler sostiene que «el espíritu patriótico y amor a la ingeniosa libertad ... se corrompieron de forma gradual a la vez que el país progresaba en poder y esplendor». Tytler pasa a generalizar: «El patriotismo siempre existe en su mayor grado en las naciones primitivas y en un período temprano de la sociedad. Como todos los demás afectos y pasiones, actúa con la mayor fuerza donde se encuentra con las mayores dificultades [...] pero en un estado de tranquilidad y seguridad, como si necesitara su alimento apropiado, languidece y se deteriora». [...] «Es una ley de la naturaleza, para la que la experiencia no ha encontrado excepción, que la creciente grandiosidad y opulencia de una nación debe contrarrestarse con el deterioro de sus virtudes heroicas».
Según Tytler, «la edad media de la grandes civilizaciones del mundo desde el comienzo de la historia ha sido de unos 200 años. Estas naciones siempre han progresado a través de la siguiente secuencia: 
- De la esclavitud a la fe espiritual;
- De la fe espiritual al valor;
- De la valentía a la libertad;
- De la libertad a la abundancia;
- De la abundancia al egoísmo;
- Del egoísmo a la complacencia;
- De la complacencia a la apatía;
- De la apatía a la dependencia;
- De la dependencia a la esclavitud.»